# Indotipula
Indotipula är ett släkte av tvåvingar. Indotipula ingår i familjen storharkrankar.

## Dottertaxa tillIndotipula, i alfabetisk ordning[1]
- Indotipula acentrota
- Indotipula angustilobata
- Indotipula apicidilata
- Indotipula audcentiana
- Indotipula belingana
- Indotipula blandita
- Indotipula brachycantha
- Indotipula brevivittata
- Indotipula chandra
- Indotipula cinctoterminalis
- Indotipula demarcata
- Indotipula diacaena
- Indotipula dilatistyla
- Indotipula divisa
- Indotipula elegantula
- Indotipula fuscoangustata
- Indotipula gedehicola
- Indotipula gracilis
- Indotipula gupta
- Indotipula gurneyana
- Indotipula ifugao
- Indotipula itoana
- Indotipula kinabaluensis
- Indotipula korinchiensis
- Indotipula laffooniana
- Indotipula latilobata
- Indotipula leucopyga
- Indotipula malaica
- Indotipula manobo
- Indotipula melacantha
- Indotipula melanodonta
- Indotipula mendax
- Indotipula nigrinervis
- Indotipula nudicaudata
- Indotipula okinawensis
- Indotipula palnica
- Indotipula pandava
- Indotipula peusiana
- Indotipula prolata
- Indotipula pugionis
- Indotipula quadrispicata
- Indotipula querella
- Indotipula riverai
- Indotipula serritergata
- Indotipula simlensis
- Indotipula sinabangensis
- Indotipula singhalica
- Indotipula stylacuta
- Indotipula subdilata
- Indotipula subvaruna
- Indotipula sudra
- Indotipula suensoni
- Indotipula tetracantha
- Indotipula tetradolos
- Indotipula tjibodensis
- Indotipula tukvarensis
- Indotipula ubensis
- Indotipula walkeri
- Indotipula varuna
- Indotipula vilis
- Indotipula wulpiana
- Indotipula yamata